# Severská kombinace na Zimních olympijských hrách 1952
V severské kombinaci na Zimních olympijských hrách 1952 v Oslu se konala individuální soutěž, ve které zvítězil norský sdruženář Simon Slåttvik. Místem konání byla Národní aréna Holmenkollen.

## Přehled medailí
| Pořadí | Země         | Zlato | Stříbro | Bronz | Celkově |
| ------ | ------------ | ----- | ------- | ----- | ------- |
| 1.     | Norsko (NOR) | 1     | 0       | 1     | 2       |
| 2.     | Finsko (FIN) | 0     | 1       | 0     | 1       |
|        | Celkem       | 1     | 1       | 1     | 3       |

## Medailisté

### Muži
| Disciplína              | Zlato                         | Výkon   | Stříbro                    | Výkon   | Bronz                           | Výkon   |
| ----------------------- | ----------------------------- | ------- | -------------------------- | ------- | ------------------------------- | ------- |
| Jednotlivci (K95/18 km) | Simon Slåttvik · Norsko (NOR) | 451.621 | Heikki Hasu · Finsko (FIN) | 447.500 | Sverre Stenersen · Norsko (NOR) | 436.335 |